# 蘇瓦馬
36°38′30″N 4°20′30″E / 36.64167°N 4.34167°E

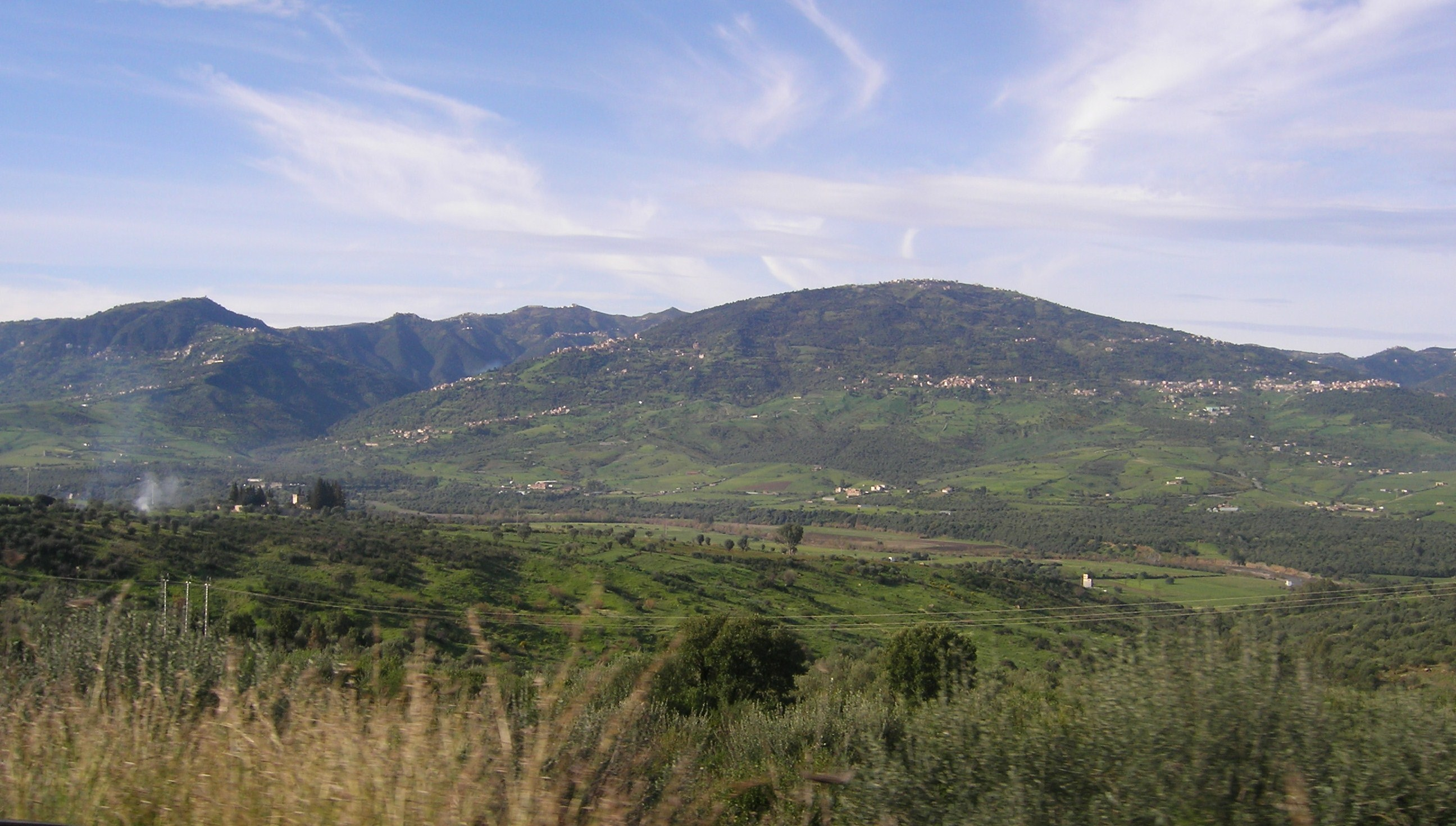
蘇瓦馬

蘇瓦馬（阿拉伯语：‎），是阿爾及利亞的城鎮，位於該國北部提濟烏祖省，由邁克拉區負責管轄，面積40平方公里，2008年人口9,954，人口密度每平方公里249人。